# Llista de vaixells (segle XX aC-segle XIX dC)

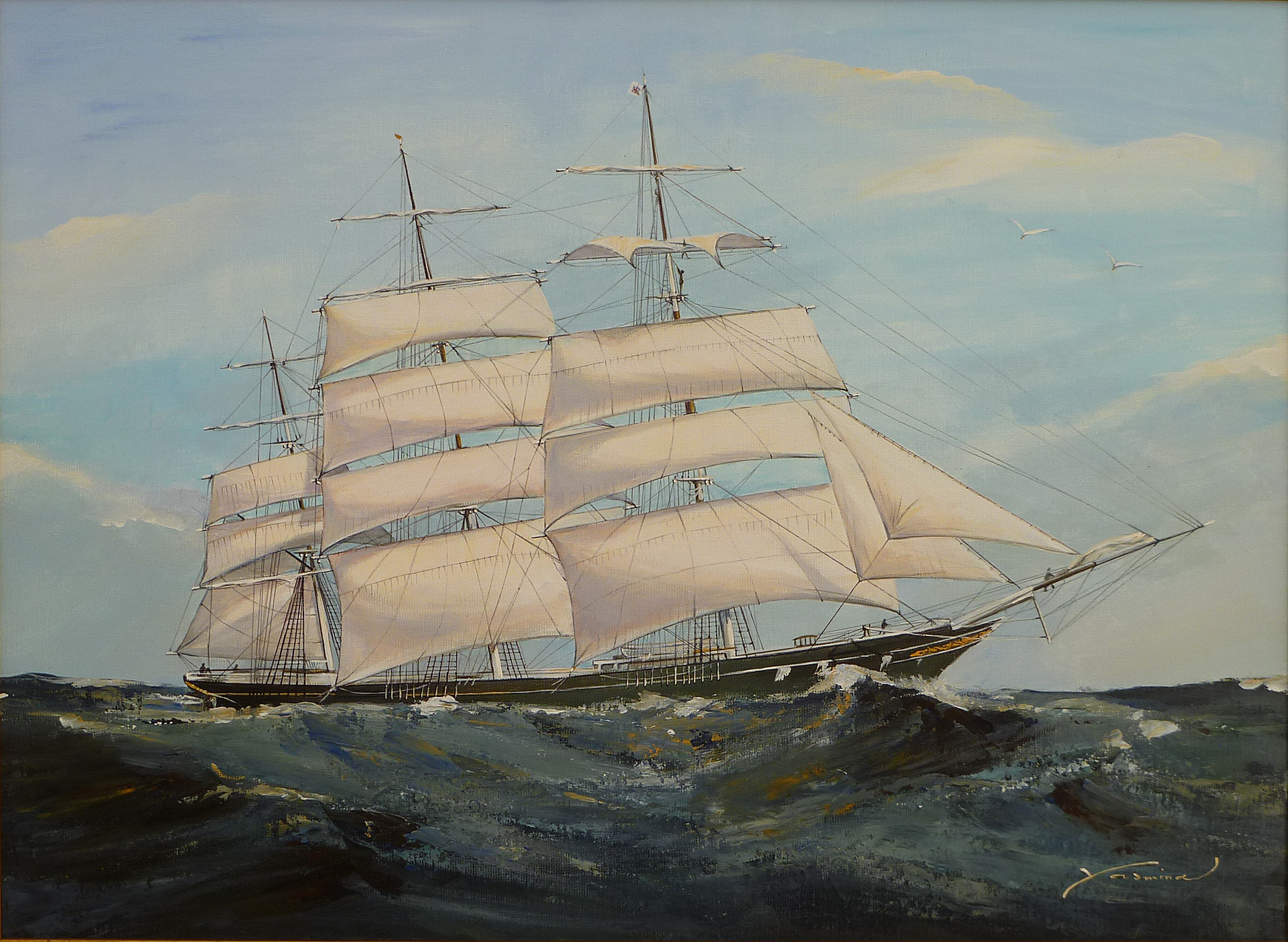
Clíper Thermopylae, amurat a babord.

Els vaixells i la navegació han tingut, i encara tenen, una gran importància en la vida dels humans. Una llista de vaixells per ordre alfabètic dels noms hauria de facilitar la consulta per part de persones interessades.

## Introducció
La que segueix és una llista, ordenada alfabèticament, de vaixells de tota mena: mercants, de guerra, mitològics, literaris, iots,...
- No es tracta d'una relació exhaustiva.
- La mostra és subjectiva i heterogènia. Idealment hauria de recollir tots els vaixells que tenen article en català. També hauria d'esmentar alguns vaixells notables que encara no tenen article.

| Índex A B C D E F G H I J K L M N O P Q R S T U V W X Y Z |

## A
- America (goleta)
- Arca de Noè
- Argo
- Ariel (clíper)[1]
- Artémise

## B
- Barca de Kheops[2]
- Barca sagrada
- Barca solar
- Blackadder (clíper)[3]
- Bounty
- Bucentaure

## C
- Champion of the Seas (clíper)[4]
- Coca Sant Climent
- Cutty Sark

## D
- Derelicte d'Uluburun
  - Es tracta del derelicte més antic trobat fins a l'actualitat
  - Buc construït amb encadellats fenicis.
- Dingyuan

## E
- Endeavour. Vegeu HMB Endeavour, vaixell de James Cook

## F
- Flying Cloud (clíper)[5]
- Fragata Hèrcules (1814)
- Fram

## G
- Galera Reial
- Galió San José
- Girona (galiassa)
- Golden Hind, galió de Francis Drake.[6]
- Great Republic (clíper)[7]

## H
- Henry Grace à Dieu
- HMB Endeavour, vaixell de James Cook
- HMS Beagle, bricbarca de Charles Darwin
- HMS Enterprise (1848)
- HMS Terror (1813)
- HMS Victoria (1887)
- HMS Victory va participar en la batalla de Trafalgar com a vaixell insígnia de l'almirall Horatio Nelson.

## I
- Isis (vaixell)

## L
- La Medusa
- Liberdade (vaixell)[8]
- Lightning (clíper)[9]

## M
- Mary Celeste
- Mary Rose
- Mayflower

## N
- Niña (caravel·la)

## P
- Paquebot San Carlos[10]
- Pàralos
- Pinta
- Plutón (falutx)[11]
- Prince de Neufchâtel[12]

## R
- Rainbow (clíper)[13]

## S
- Salamínia
- San Lesmes
- Santa María (nau)
- Santísima Trinidad (navili), navili de línia espanyol de 120 canons, ampliats fins a 140 posteriorment, el qual fou el més gran i millor armat de la seva època, sent l'únic vaixell que comptà amb quatre cobertes. La tripulació i guarnició era de 1.071 places i 25 criats.

- Sea Witch (clíper)[14]
- Shtandart (1703)

## T
- Thermopylae, clíper avarat a Aberdeen, Escòcia.
- Torrens (clíper)[15]
  - Aquest clíper fou la darrera destinació de Joseph Conrad com a navegant, abans de dedicar-se a la literatura.
- Turbinia, primer vaixell de vapor propulsat per turbina de vapor.

## U
- USS Monitor[16]

## V
- Vaixells de Calígula
- Vaixell d'Oseberg, drakar ben conservat descobert en un gran monticle sepulcral a la granja Oseberg, prop de Tønsberg, al comtat de Vestfold (Noruega).
- Vaixell de Tune
- Vasa

## W
- Witch of the Wave (clíper)[17]